# Flabellospora verticillata
Flabellospora verticillata är en svampart som beskrevs av Alas. 1968. Flabellospora verticillata ingår i släktet Flabellospora, divisionen sporsäcksvampar och riket svampar.   Inga underarter finns listade i Catalogue of Life.